# Neosprucea rimachii
Neosprucea rimachii är en videväxtart som beskrevs av Mcdaniel, M.H.Alford, Grández, Vásquez. Neosprucea rimachii ingår i släktet Neosprucea och familjen videväxter. Inga underarter finns listade i Catalogue of Life.